# Miguel Silva
João Miguel Macedo Silva, dit Miguel Silva, né le 7 avril 1995 à Guimarães au Portugal, est un footballeur portugais qui évolue au poste de gardien de but.

## Biographie

### Vitória Guimarães
Natif de Guimarães au Portugal, Miguel Silva est formé par le club de sa ville natale, le Vitória Guimarães. C'est Sérgio Conceição, son entraîneur à l'époque, qui lui donne sa chance en l'intégrant à l'équipe première en 2015. Il joue son premier match en professionnel, le 28 novembre de cette année-là, lors d'une rencontre de Liga NOS de la saison 2015-2016, face au Boavista FC .
Il participe avec le club de Guimarães, à la phase de groupe de la Ligue Europa, lors des saisons 2017-2018, puis 2019-2020.

### APOEL Nicosie
Après avoir résilié son contrat avec le Vitória Guimarães à l'été 2020, Miguel Silva rejoint librement l'APOEL Nicosie en juillet 2020,.

### CS Marítimo
Le 29 juin 2021, Miguel Silva fait son retour au Portugal, s'engageant librement avec le CS Marítimo.

### En sélection
Le 24 mars 2016, Miguel Silva figure pour la première fois sur le banc des remplaçants de l'équipe du Portugal espoirs, mais sans entrer en jeu, lors d'une rencontre face au Liechtenstein. Ce match gagné 4-0 rentre dans le cadre des éliminatoires de l'Euro espoirs 2017. Le 6 octobre 2016, il joue finalement son premier match avec les espoirs, face à la Hongrie, lors d'une rencontre entrant de nouveau dans le cadre des éliminatoires du championnat d'Europe. Il est titulaire ce jour-là, et les deux équipes se séparent sur un match nul (3-3). L'année suivante, il participe au championnat d'Europe espoirs 2017 organisée en Pologne. Lors de cette compétition, il officie comme gardien remplaçant et ne joue aucun match. Malgré un bilan honorable de deux victoires et une seule défaite, le Portugal ne parvient pas à s'extirper de la phase de poule.